# 森泉章
森泉 章（もりいずみ あきら、1928年9月24日 - 2007年1月26日）は、日本の法学者。専門は民法・金融法・団体法・不動産法。学位は法学博士（東北大学・1966年）（学位論文『権利能力なき社団に関する研究』）。青山学院大学名誉教授。弁護士。中川善之助門下。

## 人物・来歴
長野県小県郡丸子町（現上田市）生まれ。長野県立上田中学校などを経て、1951年に東北大学法学部を卒業する。
1954年静岡大学法経短期大学部助教授、1957年福島大学経済学部教授を務め、1968年青山学院大学法学部教授として民法の講義を長年していた。1979年学部長。その後、駿河台大学法学部教授、関東学院大学法科大学院教授を歴任し、生涯現役で教育・研究に従事した。早稲田大学や慶應義塾大学でも教鞭を執った。
1966年に学位論文『権利能力なき社団に関する研究』で東北大学より法学博士の学位を取得した。多数の著作を発表し、編者を務めることも多かった。
2007年、逝去。78歳没。

## 著書

### 単著
- 『団体法の諸問題』（一粒社、1971年）
- 『判例利息制限法』（一粒社、1972年）
- 『公益法人の研究』（勁草書房、1977年）
- 『民法総則講義』（一粒社、1977年）
- 『公益法人の現状と理論』（勁草書房、1982年）
- 『民法入門1』（実務教育出版、1983年）
- 『民法入門2』（実務教育出版、1984年）
- 『民法入門3』（実務教育出版、1985年）
- 『民法判例研究』（文真堂、1985年）
- 『法人法入門』（有斐閣、1986年）
- 『民法入門・債権総論』（日本評論社、1987年/1995年）
- 『担保物権法』（日本評論社、1989年/1997年/武川幸嗣共著、2005年）
- 『民法入門・物権法』（日本評論社、1989年/1996年）
- 『民法入門・民法総則』（日本評論社、1990年）
- 『民法入門・契約法総論』（日本評論社、1991年）
- 『民法入門・契約法各論』（日本評論社、1996年）
- 『公益法人判例研究』（有斐閣、1996年）
- 『民法総則』（日本評論社、2000年）
- 『新・法人法入門』（有斐閣、2004年）
- 『民法の散歩道』（信山社出版、2005年）

### 共編著
- 『民法大要』（共著、中川善之助、勁草書房、1975年/1981年）
- 『建物区分所有権法』（編著、玉田弘毅・半田正夫、一粒社、1975年）
- 『法学基本書案内』（編著、清水英夫・高窪貞人、日本評論社、1976年）
- 『司法書士試験問題集』（編著、半田正夫、大成出版社、1977年）
- 『司法書士試験模擬問題集民法』（編著、半田正夫、大成出版社、1979年/1981年/1982年）
- 『判例銀行取引法』（編著、松嶋泰、日本経済評論社、1980年）
- 『金融法基本用語事典』（編著、大成出版社、1981年）
- 『判例不動産売買法』（編著、半田正夫、大成出版社、1983年）
- 『法とジャーナリズム』（編著、内川芳美、日本評論社、1983年）
- 『貸金業規制法』（編著、一粒社、1985年/1993年）
- 『区分所有とマンションの法律相談』（編著、松嶋泰、学陽書房、1987年）
- 『現代企業取引法講座(2)』（編著、六法出版社、1987年）
- 『イギリス信託法原理の研究』（編著、学陽書房、1992年）
- 『詳解新借地借家法』（編著、大成出版社、1993年）
- 『消費者保護の法律問題』（編著、池田真朗、勁草書房、1994年）
- 『入門民法』（編著、有斐閣、2000年/2003年/2005年）
- 『法学』（編著、有斐閣、2001年/2003年/2006年）
- 『新・貸金業規制法』（編著、勁草書房、2003年/2006年）
- 『著作権法と民法の現代的課題』（編著、法学書院、2003年）
- 『民法商法の基礎知識』（共著、加藤勝郎、暁出版、2004年）
- 『債権総論』（共著、鎌野邦樹、日本評論社、2006年）
- 『物権法』（共著、武川幸嗣、日本評論社、2006年）

### 訳書
- 『信託と法人』（監訳、F.W.メイトランド著、日本評論社、1988年）
- 『法人論』（監訳、F.W.メイトランド著、日本評論社、1989年）
- 『イングランド法史概説』（監訳、F.W.メイトランド著、学陽書房、1992年）
- 『団体法論序説』（監訳、F.W.メイトランド著、日本評論社、1995年）